# Tony Hawk
Tony Hawk (født 12. maj 1968 i San Diego, Californien) er en amerikansk skateboarder, skuespiller og ejer af skateboardfirmaet Birdhouse. Tony Hawk har opfundet en lang række tricks på rampe, bl.a. 720, og han var den første til at lande en 900 (2½ rotation) i 1999.

## Karriere
Tony Hawk var 9 år, da hans bror gav ham et skateboard. Han blev professionel allerede som 14-årig i 1982 og har vundet en lang række konkurrencer i sin karriere. Da han var 25 havde han stillet op i 103 pro-konkurrencer med et imponerende resultat i form af 73 førstepladser og 19 andenpladser. Hawk rangerede 12 år i træk som verdens bedste vert-skater. I 1999 trak han sig tilbage fra de store konkurrencer, men han er siden fortsat med at give opvisninger over hele verden.

## Privatliv
Tony Hawk er søn af Frank og Nancy Hawk, og han har været gift fire gange. Han har tre sønner: Riley, Spencer og Keegan, hvor Riley Hawk også er en professionel skateboarder.

## Spil
I 1999 indledte Tony Hawk et samarbejde med Activision med henblik på at udvikle en række computerspil, som blev en stor succes.
Activision har bl.a. udgivet videospillene:
- Tony Hawks Pro Skater
- Tony Hawks Pro Skater 2
- Tony Hawks Pro Skater 3
- Tony Hawks Pro Skater 4
- Tony Hawks Underground
- Tony Hawks Underground 2
- Tony Hawks Underground Remix
- Tony Hawks American Wasteland
- Tony Hawks American Sk8land
- Tony Hawks Downhill Jam
- Tony Hawks Project 8
- Tony Hawks Proving ground
- Tony Hawks Pro Skater 5